# سباق باريس روبيه 1981
طواف باريس 1981 هو سباق دراجات هوائية أقيم بتاريخ أبريل 12، تكون السباق من مرحلة واحدة، وامتدّ لمسافة 263 كم، وبسرعة 40.868 كم/س، استغرق السباق 6 ساعات و26 دقيقة و07 ثانية. فاز به الفرنسي بيرنار إينو وحلّ ثانيا روجر دي فلايمينك بينما حصل على المركز الثالث فرانشيسكو موزر.

## الترتيب
| م                     | الدرّاج           | البلد   | الزمن                       |
| --------------------- | ---------------- | ------- | --------------------------- |
| الفائز بالترتيب العام | بيرنار إينو      | فرنسا   | 6 ساعات و26 دقيقة و07 ثانية |
| الثاني                | روجر دي فلايمينك | بلجيكا  |                             |
| الثالث                | فرانشيسكو موزر   | إيطاليا |                             |